# Ромеландия
Ромеландия (порт. Romelândia)  —  муниципалитет в Бразилии, входит в штат Санта-Катарина. Составная часть мезорегиона Запад штата Санта-Катарина. Входит в экономико-статистический  микрорегион Сан-Мигел-ду-Уэсти. Население составляет 4540 человек на 2006 год. Занимает площадь 223,749 км². Плотность населения — 20,3 чел./км².

## История
Город основан 23 сентября 1963 года.

## Статистика
- Валовой внутренний продукт на 2003 составляет 35.150.204,00 реалов (данные: Бразильский институт географии и статистики).
- Валовой внутренний продукт на душу населения на 2003 составляет 6.467,38 реалов (данные: Бразильский институт географии и статистики).
- Индекс развития человеческого потенциала на 2000 составляет 0,748 (данные: Программа развития ООН).